# تيموثي بيكرنج
تيموثي بيكرنج (بالإنجليزية: Timothy Pickering)‏ (17 يوليو 1745 - 29 يناير 1829) هو سياسي أمريكي من ولاية ماساتشوستس خدم في العديد من المناصب، وكان أبرزها منصب وزير الخارجية الثالث في عهد الرئيسين جورج واشنطن وجون آدمز. كما مثل ولاية ماساتشوستس في مجلسي الكونغرس كعضو في الحزب الفدرالي.
وُلد بيكرينج في مدينة سالم بولاية ماساتشوستس، وبدأ عمله بعد تخرجه من جامعة هارفارد. انتخب إلى محكمة ماساتشوستس العامة وخدم في منصب قاضي المقاطعة. أصبح أيضًا ضابطًا في الميليشيا الاستعمارية وخدم في حصار بوسطن خلال المراحل الأولى من احرب الاستقلال الأمريكية. في وقت لاحق من الحرب، كان مساعدًا للجيش وقائدًا عامًا للجيش القاري. انتقل بيكرينج بعد الحرب إلى وادي وايومنغ في بنسلفانيا وشارك في اتفاقية التصديق على دستور الولايات المتحدة لعام 1787.
عينه الرئيس واشنطن في منصب مدير عام البريد في عام 1791. خدم لوجيزة كوزير للحرب، وأصبح بيكرينج وزير الخارجية في عام 1795، وظل في هذا المنصب بعد تنصيب الرئيس آدمز. فضل بيكرينج إقامة العلاقات الوثيقة مع بريطانيا. طرده الرئيس آدمز في عام 1800 بسبب معارضته للسلام مع فرنسا خلال شبه الحرب.
فاز بيكرينج في الانتخابات لتمثيل ماساتشوستس في مجلس الشيوخ الأمريكي في عام 1803، وأصبح معارضا قويا لقانون الحظر لعام 1807. واصل دعم بريطانيا في الحروب النابليونية. غادر مجلس الشيوخ في عام 1811 لكنه خدم في مجلس النواب من عام 1813 إلى 1817. خلال حرب 1812 أصبح قائدًا لحركة انفصال نيو إنجلاند وساعد في تنظيم مؤتمر هارتفورد. أنهت تداعيات المؤتمر مسيرة بيكرينج السياسية. عاش كمزارع في سالم حتى وفاته عام 1829.

## روابط خارجية
- تيموثي بيكرنج على موقع الموسوعة البريطانية (الإنجليزية)
- تيموثي بيكرنج على موقع إن إن دي بي (الإنجليزية)